# All You Need Is Now
| Recensione | Giudizio    |
| ---------- | ----------- |
| Discogs    |             |
| Ondarock   | Consigliato |

All You Need Is Now è il tredicesimo album in studio del gruppo musicale britannico Duran Duran, pubblicato il 21 marzo 2011.
L'album corona i trent'anni di carriera del gruppo.

## Descrizione
Nel 2009, dopo la rottura del contratto con la Epic Records e del legame con la Sony, i Duran Duran ingaggiano come produttore l'eclettico Mark Ronson e cominciano a comporre nuove canzoni coadiuvati dalla presenza in studio del chitarrista Dom Brown e via via anche dalle partecipazioni di Nick Hodgson dei Kaiser Chiefs, Ana Matronic dei Scissor Sisters, Owen Pallett degli Arcade Fire e Kelis .
Il risultato è All You Need is Now, album che reinterpreta le origini musicali del gruppo con spirito contemporaneo. Introdotto da preascolti nello show radiofonico di Ronson, e anticipato di due settimane dall'omonimo singolo, uscito in esclusiva digitale il 21 dicembre 2010 su iTunes Store , debuttando al primo posto nelle classifiche iTunes di Stati Uniti, Regno Unito, Canada, Italia, Grecia e Portogallo .
Autofinanziato e realizzato in proprio dal gruppo, il disco è stato affidato al mixaggio di Mark Spike Stent (tecnico del suono con all'attivo innumerevoli dischi di successo per artisti come U2, Depeche Mode, Madonna), al mastering dell'esperto Ted Jensen, mentre la pubblicazione avviene tramite la Tape Modern, etichetta fondata dal tastierista Nick Rhodes , con una distribuzione curata differentemente da paese a paese (Edel Music per l'Italia, Universal per gli Stati Uniti, ecc.).
L'artwork è curato dall'artista Clunie Reid con lo stesso Rhodes, il design da Rory McCartney della rivista inglese POP Magazine, le sessioni fotografiche da Roger Deckker, e la stilista Katharine Hamnett ha realizzato delle magliette col logo dell'album appositamente per la band . Il gruppo ha anche annunciato la realizzazione di video per ogni traccia dell'album, tra cui quello del primo singolo diretto da Nick Egan e anch'esso subito volato in testa alle classifiche dei video più venduti su iTunes .
Le edizioni CD e CD deluxe dell'album, contenenti ulteriori brani, sono disponibili in tutto il mondo dal 21 marzo 2011 . Il secondo estratto dall'album è stato Girl Panic!, uscito nell'aprile 2011. Il video del nuovo singolo è stato diretto dal regista Jonas Åkerlund e annovera come protagoniste cinque supermodelle tra cui Naomi Campbell, Cindy Crawford e la loro collega di passerella, nonché consorte del frontman duraniano, Yasmin Le Bon.

## Tracce

### Versione digitale
1. All You Need Is Now – 4:34
2. Blame the Machines – 4:11
3. Being Followed – 3:47
4. Leave a Light On – 4:36
5. Safe (In the Heat of the Moment) (feat. Ana Matronic) – 3:59
6. Girl Panic! – 4:31
7. The Man Who Stole a Leopard (feat. Kelis) – 6:13
8. Runway Runaway – 3:04
9. Before the Rain – 4:12

### Versione CD standard
1. All You Need Is Now – 4:34 (Taylor, Taylor, Rhodes, Le Bon, Ronson, Brown)
2. Blame the Machines – 4:10 (Taylor, Taylor, Rhodes, Le Bon, Brown)
3. Being Followed – 3:47 (Taylor, Taylor, Rhodes, Le Bon, Brown)
4. Leave a Light on – 4:36 (Taylor, Taylor, Rhodes, Le Bon, Brown)
5. Safe (In the Heat of the Moment) – 3:59 (Taylor, Taylor, Rhodes, Le Bon, Matronic, Ronson, Brown)
6. Girl Panic! – 4:32 (Taylor, Taylor, Rhodes, Le Bon, Ronson, Brown)
7. A Diamond In The Mind – 1:18 (Taylor, Taylor, Rhodes, Le Bon, Ronson, Brown)
8. The Man Who Stole a Leopard – 6:14 (Taylor, Taylor, Rhodes, Le Bon)
9. Before the Rain – 3:43 (Taylor, Taylor, Rhodes, Le Bon, Ronson, Brown)
10. Mediterranea – 5:36 (Taylor, Taylor, Rhodes, Le Bon, Ronson, Brown)
11. Too Bad You're So Beautiful – 4:56 (Taylor, Taylor, Rhodes, Le Bon, Ronson, Brown, Hodgson)
12. Runway Runaway – 3:05 (Taylor, Taylor, Rhodes, Le Bon, Brown)
13. Return To Now – 1:36 (Taylor, Taylor, Rhodes, Le Bon, Ronson, Brown)
14. Before the Rain – 4:26 (Taylor, Taylor, Rhodes, Le Bon)

### Versione CD DeLuxe (Italia)
1. All You Need Is Now – 4:34 (Taylor, Taylor, Rhodes, Le Bon, Ronson, Brown)
2. Blame the Machines – 4:10 (Taylor, Taylor, Rhodes, Le Bon, Brown)
3. Being Followed – 3:47 (Taylor, Taylor, Rhodes, Le Bon, Brown)
4. Leave a Light on – 4:36 (Taylor, Taylor, Rhodes, Le Bon, Brown)
5. Safe (In the Heat of the Moment) – 3:59 (Taylor, Taylor, Rhodes, Le Bon, Matronic, Ronson, Brown)
6. Girl Panic! – 4:32 (Taylor, Taylor, Rhodes, Le Bon, Ronson, Brown)
7. A Diamond In The Mind – 1:18 (Taylor, Taylor, Rhodes, Le Bon, Ronson, Brown)
8. The Man Who Stole a Leopard – 6:14 (Taylor, Taylor, Rhodes, Le Bon)
9. Other People's Lives – 3:47 (Taylor, Taylor, Rhodes, Le Bon, Ronson, Brown)
10. Mediterranea – 5:36 (Taylor, Taylor, Rhodes, Le Bon, Ronson, Brown)
11. Too Bad You're So Beautiful – 4:56 (Taylor, Taylor, Rhodes, Le Bon, Ronson, Brown, Hodgson)
12. Runway Runaway – 3:05 (Taylor, Taylor, Rhodes, Le Bon, Brown)
13. Return To Now – 1:36 (Taylor, Taylor, Rhodes, Le Bon, Ronson, Brown)
14. Before the Rain – 4:26 (Taylor, Taylor, Rhodes, Le Bon)
15. Networker Nation – 3:12 (Taylor, Taylor, Rhodes, Le Bon, Ronson, Brown)
16. All You Need Is Now (Youth Kills Mix) – 4:55 (Taylor, Taylor, Rhodes, Le Bon, Ronson, Brown)

### Versione CD DeLuxe Exclusive Edition (U.S.A.)
1. All You Need Is Now – 4:34 (Taylor, Taylor, Rhodes, Le Bon, Ronson, Brown)
2. Blame the Machines – 4:10 (Taylor, Taylor, Rhodes, Le Bon, Brown)
3. Being Followed – 3:47 (Taylor, Taylor, Rhodes, Le Bon, Brown)
4. Leave a Light on – 4:36 (Taylor, Taylor, Rhodes, Le Bon, Brown)
5. Safe (In the Heat of the Moment) – 3:59 (Taylor, Taylor, Rhodes, Le Bon, Matronic, Ronson, Brown)
6. Girl Panic! – 4:32 (Taylor, Taylor, Rhodes, Le Bon, Ronson, Brown)
7. A Diamond In The Mind – 1:18 (Taylor, Taylor, Rhodes, Le Bon, Ronson, Brown)
8. The Man Who Stole a Leopard – 6:14 (Taylor, Taylor, Rhodes, Le Bon)
9. Other People's Lives – 3:47 (Taylor, Taylor, Rhodes, Le Bon, Ronson, Brown)
10. Mediterranea – 5:36 (Taylor, Taylor, Rhodes, Le Bon, Ronson, Brown)
11. Too Bad You're So Beautiful – 4:56 (Taylor, Taylor, Rhodes, Le Bon, Ronson, Brown, Hodgson)
12. Runway Runaway – 3:05 (Taylor, Taylor, Rhodes, Le Bon, Brown)
13. Return To Now – 1:36 (Taylor, Taylor, Rhodes, Le Bon, Ronson, Brown)
14. Before the Rain – 4:26 (Taylor, Taylor, Rhodes, Le Bon)
15. Networker Nation – 3:12 (Taylor, Taylor, Rhodes, Le Bon, Ronson, Brown)
16. Early Summer Nerves – 3:04 (Taylor, Taylor, Rhodes, Le Bon, Brown)
17. Too Close To The Sun – 5:16 (Taylor, Taylor, Rhodes, Le Bon, Brown)

### Versione CD DeLuxe Exclusive Limited Edition (U.S.A.)
1. All You Need Is Now – 4:34 (Taylor, Taylor, Rhodes, Le Bon, Ronson, Brown)
2. Blame the Machines – 4:10 (Taylor, Taylor, Rhodes, Le Bon, Brown)
3. Being Followed – 3:47 (Taylor, Taylor, Rhodes, Le Bon, Brown)
4. Leave a Light on – 4:36 (Taylor, Taylor, Rhodes, Le Bon, Brown)
5. Safe (In the Heat of the Moment) – 3:59 (Taylor, Taylor, Rhodes, Le Bon, Matronic, Ronson, Brown)
6. Girl Panic! – 4:32 (Taylor, Taylor, Rhodes, Le Bon, Ronson, Brown)
7. A Diamond In The Mind – 1:18 (Taylor, Taylor, Rhodes, Le Bon, Ronson, Brown)
8. The Man Who Stole a Leopard – 6:14 (Taylor, Taylor, Rhodes, Le Bon)
9. Other People's Lives – 3:47 (Taylor, Taylor, Rhodes, Le Bon, Ronson, Brown)
10. Mediterranea – 5:36 (Taylor, Taylor, Rhodes, Le Bon, Ronson, Brown)
11. Too Bad You're So Beautiful – 4:56 (Taylor, Taylor, Rhodes, Le Bon, Ronson, Brown, Hodgson)
12. Runway Runaway – 3:05 (Taylor, Taylor, Rhodes, Le Bon, Brown)
13. Return To Now – 1:36 (Taylor, Taylor, Rhodes, Le Bon, Ronson, Brown)
14. Before the Rain – 4:26 (Taylor, Taylor, Rhodes, Le Bon)
15. Networker Nation – 3:12 (Taylor, Taylor, Rhodes, Le Bon, Ronson, Brown)
16. Early Summer Nerves – 3:04 (Taylor, Taylor, Rhodes, Le Bon, Brown)
17. Too Close To The Sun – 5:16 (Taylor, Taylor, Rhodes, Le Bon, Brown)

#### Bonus DVD
1. The Making Of All You Need Is Now
2. All You Need Is.... Mark Ronson
3. The Art Of Clunie Reid
4. On Set At The Photoshoot
5. All You Need Is Now - Official Music Video
6. Behind The Scenes - At The Video Shoot
7. Track By Track - The Band Discusses The Creative Process

### Versione CD Limited Edition (Japan, 2012)

#### CD1
1. All You Need Is Now – 4:34 (Taylor, Taylor, Rhodes, Le Bon, Ronson, Brown)
2. Blame the Machines – 4:10 (Taylor, Taylor, Rhodes, Le Bon, Brown)
3. Being Followed – 3:47 (Taylor, Taylor, Rhodes, Le Bon, Brown)
4. Leave a Light on – 4:36 (Taylor, Taylor, Rhodes, Le Bon, Brown)
5. Safe (In the Heat of the Moment) – 3:59 (Taylor, Taylor, Rhodes, Le Bon, Matronic, Ronson, Brown)
6. Girl Panic! – 4:32 (Taylor, Taylor, Rhodes, Le Bon, Ronson, Brown)
7. A Diamond In The Mind – 1:18 (Taylor, Taylor, Rhodes, Le Bon, Ronson, Brown)
8. The Man Who Stole a Leopard – 6:14 (Taylor, Taylor, Rhodes, Le Bon)
9. Other People's Lives – 3:47 (Taylor, Taylor, Rhodes, Le Bon, Ronson, Brown)
10. Mediterranea – 5:36 (Taylor, Taylor, Rhodes, Le Bon, Ronson, Brown)
11. Too Bad You're So Beautiful – 4:56 (Taylor, Taylor, Rhodes, Le Bon, Ronson, Brown, Hodgson)
12. Runway Runaway – 3:05 (Taylor, Taylor, Rhodes, Le Bon, Brown)
13. Return To Now – 1:36 (Taylor, Taylor, Rhodes, Le Bon, Ronson, Brown)
14. Before the Rain – 4:26 (Taylor, Taylor, Rhodes, Le Bon)

#### CD2
1. Networker Nation – 3:12 (Taylor, Taylor, Rhodes, Le Bon, Ronson, Brown)
2. Too Close To The Sun – 5:16 (Taylor, Taylor, Rhodes, Le Bon, Brown)
3. Early Summer Nerves – 3:04 (Taylor, Taylor, Rhodes, Le Bon, Brown)
4. This Lost Weekend – 3:12 (Taylor, Taylor, Rhodes, Le Bon, Brown)
5. All You Need Is Now (Youth Kills Remix) – 4:55 (Taylor, Taylor, Rhodes, Le Bon, Ronson, Brown)

### Versione Vinile DeLuxe Limited Collectors Edition

#### Vinile 1: All You Need Is Now
Lato A:
1. All You Need Is Now – 4:33 (Taylor, Taylor, Rhodes, Le Bon, Ronson, Brown)
2. Blame the Machines – 4:09 (Taylor, Taylor, Rhodes, Le Bon, Brown)
3. Being Followed – 3:49 (Taylor, Taylor, Rhodes, Le Bon, Brown)

Lato B:
1. Leave a Light on – 4:38 (Taylor, Taylor, Rhodes, Le Bon, Brown)
2. Safe (In the Heat of the Moment) – 4:01 (Taylor, Taylor, Rhodes, Le Bon, Matronic, Ronson, Brown)
3. Girl Panic! – 4:34 (Taylor, Taylor, Rhodes, Le Bon, Ronson, Brown)
4. A Diamond In The Mind – 1:18 (Taylor, Taylor, Rhodes, Le Bon, Ronson, Brown)

#### Vinile 2: All You Need Is Now
Lato C:
1. The Man Who Stole a Leopard – 6:14 (Taylor, Taylor, Rhodes, Le Bon)
2. Other People's Lives – 3:45 (Taylor, Taylor, Rhodes, Le Bon, Ronson, Brown)
3. Mediterranea – 5:40 (Taylor, Taylor, Rhodes, Le Bon, Ronson, Brown)

Lato D:
1. Too Bad You're So Beautiful – 4:55 (Taylor, Taylor, Rhodes, Le Bon, Ronson, Brown, Hodgson)
2. Runway Runaway – 3:07 (Taylor, Taylor, Rhodes, Le Bon, Brown)
3. Return To Now – 1:36 (Taylor, Taylor, Rhodes, Le Bon, Ronson, Brown)
4. Before the Rain – 4:25 (Taylor, Taylor, Rhodes, Le Bon)

#### Vinile 3: Bonus Tracks
Lato A:
1. Networker Nation – 3:11 (Taylor, Taylor, Rhodes, Le Bon, Ronson, Brown)
2. This Lost Weekend – 3:12 (Taylor, Taylor, Rhodes, Le Bon, Brown)

Lato B:
1. Too Close To The Sun – 5:15 (Taylor, Taylor, Rhodes, Le Bon, Brown)
2. Early Summer Nerves – 3:03 (Taylor, Taylor, Rhodes, Le Bon, Brown)

#### Vinile 4: Remixes I
Lato A:
1. All You Need Is Now (Tom Middleton Cosmos Remix) – 7:54 (Taylor, Taylor, Rhodes, Le Bon, Ronson, Brown)

Lato B:
1. All You Need Is Now (Pablo La Rosa Remix) – 6:03 (Taylor, Taylor, Rhodes, Le Bon, Ronson, Brown)

#### Vinile 5: Remixes II
Lato A:
1. All You Need Is Now (Youth Kills Mix) – 4:55 (Taylor, Taylor, Rhodes, Le Bon, Ronson, Brown)
2. All You Need Is Now (Youth Kills Alt Doom Mix) – 4:55 (Taylor, Taylor, Rhodes, Le Bon, Ronson, Brown)

Lato B:
1. Girl Panic! (David Lynch Remix) – 4:11 (Taylor, Taylor, Rhodes, Le Bon, Ronson, Brown)
2. Girl Panic! (Johnson Somerset Remix) – 8:30 (Taylor, Taylor, Rhodes, Le Bon, Ronson, Brown)

## Formazione

### Gruppo
- Simon Le Bon – voce
- Nick Rhodes – tastiere
- John Taylor – basso
- Roger Taylor – batteria

### Altri musicisti
- Dom Brown – chitarre e chitarre sintetizzate
- Mark Ronson – chitarre addizionali, tastiere addizionali, arrangiamenti
- Nick Hodgson – composizioni e ritmiche in alcuni brani
- Ana Matronic – co-cantante in Safe  (In the Heat of the Moment)
- Kelis – co-cantante in The Man Who Stole A Leopard
- Owen Pallett – arrangiamenti in The Man Who Stole A Leopard, A Diamond in the Mind e Return To Now
- The St. Kitts String Octet. – orchestra d'archi in The Man Who Stole A Leopard, A Diamond in the Mind e Return To Now
- Nina Hossein – parlato su Blame the Machines e The Man Who Stole A Leopard
- Anna Ross – cori su Being Followed
- Tawiah – cori su Safe  (In the Heat of the Moment)
- Jamie Walton – violoncello su Being Followed e Before the Rain
- Nino Rota, Franco Ferrara – musiche e conduzione d'orchestra in campionamento tratto da "Valzer Ai Laghi", dalla colonna sonora del film "Rocco e i suoi fratelli" per The Man Who Stole A Leopard

## Produzione
- Mark Ronson – produttore
- Duran Duran – produttori
- Matthew Hager – produttore (Networker Nation, Too Close To The Sun, Early Summer Nerves, This Lost Weekend)
- Joshua Blair – tecnico del suono
- Mark Stent – mixing (Mixsuite Studios, Los Angeles)
- Ted Jensen – mastering (Sterling Sound Studios, New York)
- Matty Green, Samuel Navel, Dan Parry, Nick Taylor – assistenti di studio

## Classifiche
| Paese       | Posizione massima |
| ----------- | ----------------- |
| Italia      | 10                |
| Regno Unito | 11                |
| Stati Uniti | 29                |

### Andamento nella classifica italiana degli album (FIMI)
| Posizione | 10 | 21 | 26 | 36 | 34 | 34 | 45 | 37 | 36 | 48 | 64 |

## Tour promozionale
Per promuovere l'album, il gruppo intraprese l'All You Need Is Now Tour durante il 2011 e il 2012. Per quanto riguarda l'Italia, il tour fece tappa nelle seguenti date:
- 25/02/2011 - Milano - Teatro Dal Verme
- 12/05/2011 - Roma - Auditorium Multimediale di RDS
- 22/07/2011 - Padova - Piazzola Live Festival (data cancellata)
- 23/07/2011 - Milano - Arena Gianni Brera (data cancellata)
- 24/07/2011 - Margherita di Savoia - saline (data cancellata)
- 16/07/2012 - Verona - Arena
- 18/07/2012 - Roma - Il Centrale Live
- 20/07/2012 - Cattolica - Arena della Regina
- 21/07/2012 - Lucca - Lucca Summer Festival